# Le Fils prodigue (film, 1934)
Pour les articles homonymes, voir Le Fils prodigue.
Pour plus de détails, voir Fiche technique et Distribution.
Le Fils prodigue (titre original : Der verlorene Sohn) est un film allemand réalisé par Luis Trenker, sorti en 1934.

## Synopsis
Tonio Feuersinger, le fils téméraire d'une vieille famille de paysans, a une vie routinière dans le Tyrol du Sud. Lors de la cérémonie après une course de ski, qu'il a gagnée avec deux camarades de son village, il rencontre un millionnaire américain, qui lui donne le trophée, et sa fille Lilian. Le père voit le masque du Roi des Douze jours (de) et souhaite l'acheter. Mais comme il n'est pas à vendre, il en commande une copie. Lilian engage Tonio et son ami Jörg à une ascension du sommet. Au cours de l'ascension d'une crête abrupte, la neige tombe soudainement. Tonio se met à l'abri, Lilian et Jörg d'un autre. Tonio et Lilian s'en sortent, mais Jörg meurt. En raison de cet accident, Lilian et son père s'en vont. Tonio veut maintenant connaître le « grand monde » incarné par Lilian, loin de l'étroitesse supposée de l'isolement de la montagne. Il se moque des habitants et quitte le village et son amie Barbl.
Arrivé à New York, Tonio se rend à l'adresse du millionnaire. Le majordome voit l'homme pauvrement vêtu et l'ignore. Dans la grande métropole fantasmée, tous les rêves s'envolent d'un coup. Tonio ne trouve pas de travail malgré ses efforts. Comme il n'a pas d'argent, il est chassé de sa chambre mansardée. Grâce à un autre clochard, il trouve du travail sur le chantier de construction d'un gratte-ciel. Grâce à son expérience de l'alpinisme et son absence de vertige, il travaille sur les poutres en acier en hauteur. Après avoir perdu ce travail, il commence à se laisser aller. Il erre dans les rues miséreuses. Il a faim. Un jour, il vole un pain. Le policier qui l'arrête prend peur en voyant ce visage émacié. Puis il rejoint la file de la soupe que distribue l'Armée du salut.
Finalement il retrouve du travail au Madison Square Garden. Il est l'assistant d'un boxeur. Alors que l'adversaire a triché et l'arbitre fait sonner le K.O., il monte dans le ring. Il s'en prend à l'adversaire qu'il met K.O. dans la liesse du public. Lilian, assise avec sa famille et ses amis dans une loge, le reconnaît. Il mène maintenant une vie insouciante parmi les riches de la ville. Lilian l'aime et avoue son amour. Le regard de Tonio tombe sur le masque. Soudain tout se rappelle à lui. Il prend conscience qu'ici, ce n'est pas chez lui, il ne peut pas vivre dans une grande ville et se souvient de sa promesse à Barbl.
Tonio revient au village le 24 décembre. Il redécouvre la fête du solstice. Son père a invité les villageois à célébrer les Douze jours dans sa grange. Les filles célibataires crient dans un habit de fête spéciale et ont des masques sculptés pour séduire le Roi qui épousera l'une d'elles. Barbl ne veut pas participer à cette fête. Mais quand elle apprend que Tonio se trouve au village, elle sort du coffre ses vêtements de fête et les met à la hâte. Tonio veut la revoir et voit le coffre ouvert, il apprend quels habits elle porte. Il emprunte un masque en bois et court à la grange. Il va vers Barbl et la prend dans ses bras. Après quelques mots, ils vont à la messe de Minuit.

## Fiche technique
- Titre : Le Fils prodigue
- Titre original : Der verlorene Sohn
- Réalisation : Luis Trenker assisté de Werner Klingler et Reinhart Steinbicker
- Scénario : Luis Trenker, Arnold Ulitz, Reinhart Steinbicker
- Musique : Giuseppe Becce
- Direction artistique : Fritz Maurischat
- Costumes : Adolf Braun, Martin Gericke
- Photographie : Albert Benitz, Reimar Kuntze
- Son : Hans Grimm
- Montage : Waldemar Gaede, Andrew Marton
- Production : Paul Kohner
- Société de production : Deutsche Universal-Film
- Société de distribution : Rota-Film Verleih AG
- Pays d'origine :  Reich allemand
- Langue : allemand
- Format : Noir et blanc - 1,37:1 - Mono - 35 mm
- Genre : Drame
- Durée : 102 minutes
- Dates de sortie :
  -  Reich allemand : 6 septembre 1934.
  -  Royaume de Hongrie : 7 décembre 1934.
  -  Slovénie : 18 décembre 1934.
  -  France : 3 janvier 1935[1].
  -  Croatie : 22 janvier 1935.
  -  Estado Novo (Portugal) : 11 décembre 1935.
  -  Danemark : 24 février 1936.
  -  Finlande : 27 septembre 1936.
- Affiche : Henri Cerutti (France)

## Distribution
- Luis Trenker : Tonio Feuersinger
- Maria Andergast : Barbl Gudauner
- Marian Marsh : Lilian Williams
- Eduard Köck (de) : le père de Tonio
- Paul Henckels : l'instituteur
- Bertl Schultes : le père de Barbl
- Melanie Horeschovsky (de) : Rosina
- F. W. Schröder-Schrom : le père de Lilian
- Lore Schützendorf : une fille des Douze jours
- Jimmie Fox : l'ami américain de Tonio
- Emmerich Albert : un bûcheron
- Hans Jamnig : un bûcheron
- Luis Gerold : un bûcheron

## Histoire
Le film est l'une des dernières productions de la filiale allemande d'Universal et aussi de Paul Kohner, d'origine juive, alors qu'Adolf Hitler vient de prendre le pouvoir.
Le 1er novembre 1933, Luis Trenker embarque à Cherbourg sur un bateau allemand pour New York, pour tourner des images de rues américaines en faisant croire à un documentaire. Lui et le caméraman font des plans pouvant être dans le sens des nazis qui dénoncent la terre promise qu'est l'Amérique.
Après la Seconde Guerre mondiale, les autorités alliées interdisent la diffusion du film. La raison est certainement la mauvaise image donnée des États-Unis au moment du New Deal alors que l'idéologie Blut und Boden célèbre les terres germanophones.